# Alnus
Alno (Alnus) é um género botânico pertencente à família Betulaceae. A espécie mais comum em Portugal é o amieiro (Alnus glutinosa).

## Espécies
| - Alnus acuminata - Alnus adscendens - Alnus alnobetula - Alnus arguta - Alnus borealis - Alnus cecropiaefolia - Alnus cremastogyne - Alnus cordata - Alnus cordifolia - Alnus crispa - Alnus densiflora - Alnus fauriei - Alnus ferdinandi - Alnus firma - Alnus firmifolia - Alnus formosana - Alnus fructicosa - Alnus gaudinii - Alnus glabrata - Alnus glutinosa - Alnus henryi | - Alnus hirsuta - Alnus incana - Alnus inokumai - Alnus japonica - Alnus jorullensis - Alnus julianiformis - Alnus kamtschatica - Alnus kefersteinii - Alnus koreana - Alnus latissima - Alnus mandshurica - Alnus maritima - Alnus matsumurae - Alnus maximowiczii - Alnus mayrii - Alnus menzelii - Alnus mollis - Alnus multinervis - Alnus nepalensis - Alnus noveboracensis - Alnus nitida | - Alnus oblongifolia - Alnus oregana - Alnus orientalis - Alnus pendula - Alnus pringlei - Alnus rhombifolia - Alnus rubra - Alnus rugosa - Alnus serrulata - Alnus serrulatoides - Alnus sibirica - Alnus sieboldiana - Alnus sinuata - Alnus sitchensis - Alnus spaethii - Alnus subcordata - Alnus tenuifolia - Alnus tinctoria - Alnus trabeculosa - Alnus undulata - Alnus viridis |